# Halveren
Halveren is bij het darten een spelvorm met de bedoeling een zo hoog mogelijke score te behalen. Dit lukt door de dartpijlen in de goede vakjes in een dartbord te gooien. Wat die goede vakjes zijn, kunnen de spelers zelf bepalen. Het is vrij gebruikelijk om te beginnen met een vrije worp. Dan is de best mogelijke worp dus 180 (3 × 60, van de triple-20). Dat is dan het puntenaantal waarmee wordt gestart.
Daarna is het de bedoeling om in de 10 te gooien, en te proberen daarmee zo veel mogelijk punten binnen te halen. Gooit men mis, dan wordt het puntenaantal van de voorlaatste worp gehalveerd. Dus gooide men in de eerste worp 180, en in de tweede worp geen enkele in de 10, dan is het puntenaantal 90.
Na de 10 is de 11 aan de beurt. Daarna achtereenvolgens de 12, een willekeurige double, de 13, 14, 15. Dan een willekeurige tripple, dan de 16, 17, 18. Dan de bull, waarna men de 19 en de 20 gooit. Ten slotte de bull's eye. 
De punten die in een getal worden gegooid, worden bij het vorige puntenaantal opgeteld. Komt er bij het zogenaamde halveren geen geheel getal uit, dan is het aan de spelers om uit te maken waarmee wordt gerekend: met een geheel afgerond getal, of zonder geheel getal. 
Uiteindelijk worden de puntenaantallen van de verschillende spelers vergeleken. De speler met de meeste punten heeft het spel gewonnen.